# 國際足協女子世界盃冠軍領隊列表

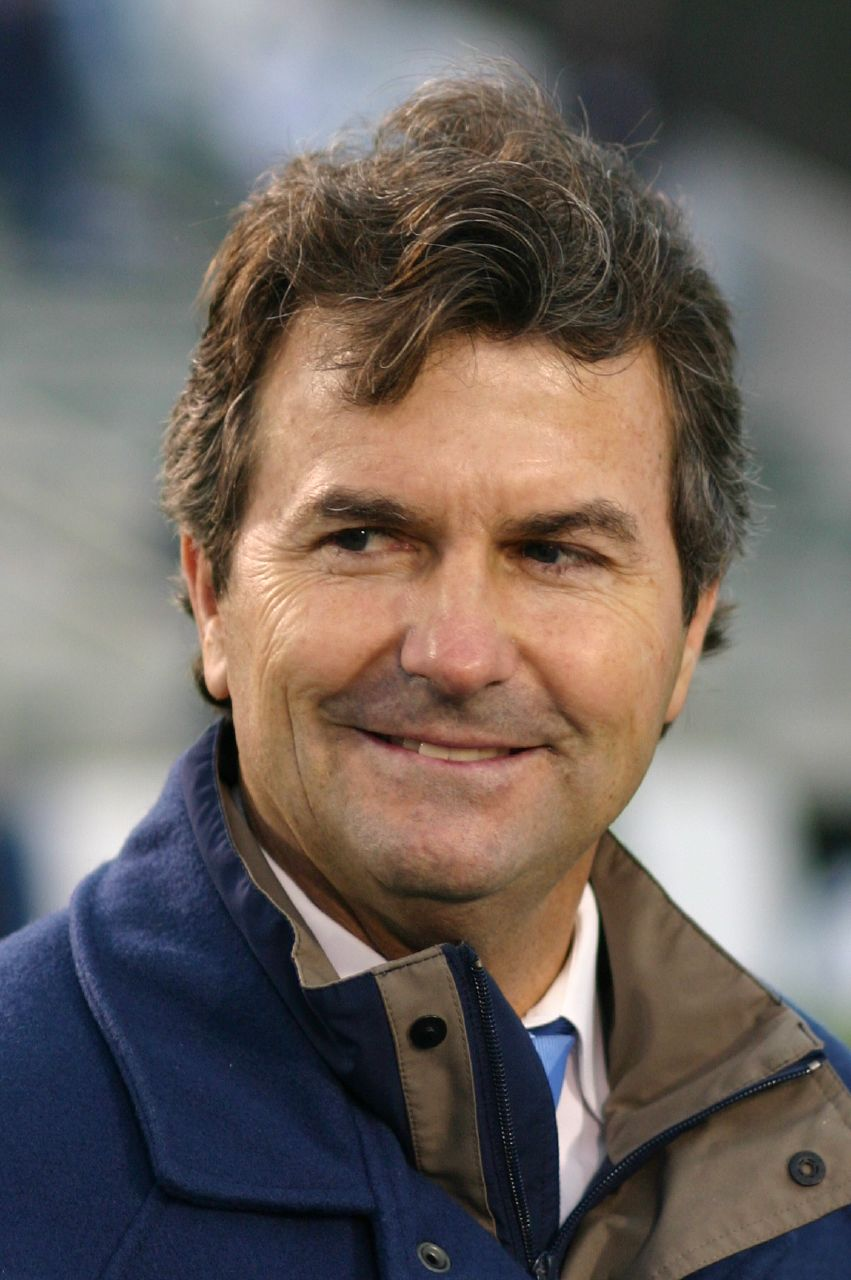
安森·多蘭斯是第一位贏得女子世界盃冠軍的主教練。

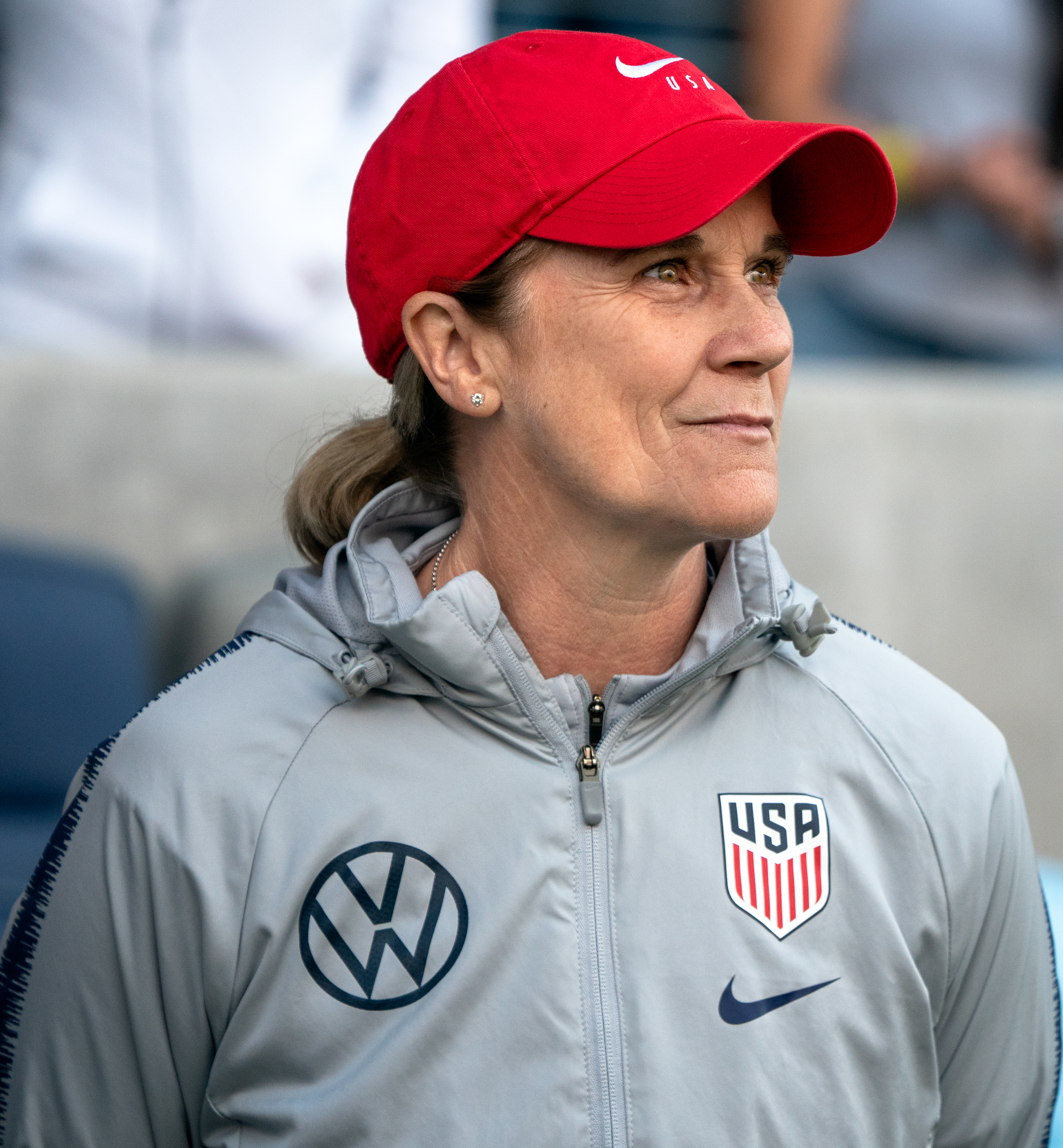
吉兒·伊利斯是唯一一位兩次奪得女子世界盃冠軍的主教練。

國際足協女子世界盃是世界上最具聲望的女子足球比賽，每四年舉辦一次。迄今為止已經舉辦九屆比賽，其中有五個國家隊獲得冠軍，美國是女子世界盃歷史上最成功的球隊，贏得四次冠軍，分別在1991年、1999年、2015年和2019年；德國是第二成功的球隊，贏得2003年和2007年的冠軍；挪威和日本分別贏得1995年和2011年的冠軍；最新的西班牙在2023年首次奪冠。
安森·多蘭斯帶領美國國家隊贏得1991年首屆女子世界盃冠軍；吉兒·伊利斯是唯一一位作為領隊兩次帶領美國贏得世界盃的人，分別是2015年和2019年。歷屆賽事共有八位不同領隊贏得女子世界盃冠軍，所有冠軍領隊都是帶領自己所屬國家。另外有兩位領隊分別奪得一次冠軍及一次亞軍，分別是埃文·佩勒魯德代表挪威（1995年冠軍，1991年亞軍）和佐佐木則夫代表日本（2011年冠軍，2015年亞軍）。
埃文·佩勒魯德擁有女子世界盃最多執教比賽紀錄（25場）和最多勝利場次紀錄（16場）。安森·多蘭斯是最年輕的女子世界盃冠軍主教練，1991年時年僅40歲。佐佐木則夫則是最年長的女子世界盃冠軍主教練，2011年時年齡為53歲。

## 冠軍領隊
| 年份 | 冠軍領隊      | 國籍          | 奪冠國家隊 |        |
| ---- | ------------- | ------------- | ---------- | ------ |
| 1991 | 安森·多倫斯   | 美国          | 美国       | [ 3 ]  |
| 1995 | 伊文·佩勒魯德 | 挪威          | 挪威       | [ 4 ]  |
| 1999 | 托尼·迪西科   | 美国          | 美国       | [ 5 ]  |
| 2003 | 蒂娜·圖埃納   | 德国          | 德国       | [ 6 ]  |
| 2007 | 西爾維婭·奈德 | 德国          | 德国       | [ 7 ]  |
| 2011 | 佐佐木則夫    | 日本          | 日本       | [ 8 ]  |
| 2015 | 吉兒·伊利斯   | 英格兰 · 美国 | 美国       | [ 9 ]  |
| 2019 | 吉兒·伊利斯   | 英格兰 · 美国 | 美国       | [ 10 ] |
| 2023 | 豪爾赫·比爾達 | 西班牙        | 西班牙     | [ 11 ] |

## 各国冠军領隊
| 国籍   | 領隊 | 夺冠数 |
| ------ | ---- | ------ |
| 美国   | 3    | 4      |
| 德国   | 2    | 2      |
| 挪威   | 1    | 1      |
| 日本   | 1    | 1      |
| 英格兰 | 1    | 1      |
| 西班牙 | 1    | 1      |